# Rajon Rondo
Rajon Pierre Rondo (Louisville, 22 februari 1986) is een Amerikaanse professionele basketbalspeler die als point-guard speelt.

## Loopbaan
Rondo werd in de NBA Draft van 2006 als 21e gekozen door de Phoenix Suns. Meteen na de Draft werd hij naar de Boston Celtics gestuurd. In het begin speelde Rondo vooral vanaf de bank, maar aan het einde van het seizoen stond hij alsnog in de basis. In zijn tweede seizoen in de NBA veroverde Rondo een vaste plek in de starting five van de Celtics. In het seizoen 2007-2008 won Rondo met de Celtics het kampioenschap in de NBA. De Los Angeles Lakers werden met 4-2 aan de kant gezet.
In het seizoen 2014-2015 werd Rondo getransfereerd naar de Dallas Mavericks. Tijdens de play-offs werd hij op de blessurelijst gezet en kwam hij niet meer in actie voor Dallas. Gedurende 2015-2016 verdedigde Rondo de kleuren van de Sacramento Kings. Voor het seizoen 2016-2017 heeft Rondo een 2-jarig contract getekend bij de Chicago Bulls. 
Na een jaar bij de Chicago Bulls gespeeld te hebben, sloot Rondo zich aan  bij de New Orleans Pelicans. 
Op 6 juli 2018 tekende Rajon Rondo een contract bij de Los Angeles Clippers voor een jaar. Op 12 oktober 2020 won hij zijn tweede NBA-kampioenschap met de Los Angeles Lakers na een finalereeks van 6 wedstrijden tegen de Miami Heat.
Op 2 april 2024 stopte hij met professioneel basketbal.
2 Powe · 
5 Garnett · 
9 Rondo · 
11 Davis · 
13 Pruitt · 
20 R. Allen · 
28 Cassell · 
34 Pierce · 
41 Posey · 
42 T. Allen · 
43 Perkins · 
44 Scalabrine · 
50 House · 
66 Pollard · 
93 Brown · 
Coach Rivers
0 Kuzma ·
1 Caldwell-Pope ·
3 Davis ·
4 Caruso ·
5 Horton-Tucker ·
7 McGee ·
9 Rondo ·
10 Dudley ·
11 Bradley ·
12 Cacok ·
14 Green ·
18 Waiters ·
21 Smith ·
23 James ·
28 Cook ·
37 Antetokounmpo ·
39 Howard ·
88 Morris ·
Coach Vogel